# Ol-Janstjärnen
Ol-Janstjärnen är en sjö i Bräcke kommun i Jämtland och ingår i Ljungans huvudavrinningsområde.